# Франк Бауман
 Тази статия е за футболиста Франк Бауман.  За други личности със същата фамилия вижте Бауман.  
Франк Бауман (на немски: Frank Baumann) е немски професионален футболист, дефанзивен полузащитник, който може да играе и като централен защитник. Играч е на Вердер Бремен. Висок е 187 сантиметра и тежи 90 килограма.
Бауман започва своята професионална кариера в Нюрнберг, като дебютира за първия отбор през 1994 във Втора Бундеслига. За пет години с екипа на „франките“ бранителят изиграва 98 мача и бележи 6 гола за първенство. Преминава във Вердер през лятото на 1999, като впоследствие се превръща в капитан на бременци. За десет сезона в Бремен Бауман е изиграл 263 мача за първенство, в които е отбелязал 15 гола. Шампион на Германия през 2004 и носител на Купата на страната през 2004 и 2009. Вицешампион през 2006 и 2008, трети през 2005 и 2007. Носител на Купата на Лигата през 2006. Финалист за Купата на УЕФА през 2009 (Бауман бележи попадението, което изпраща Вердер на финал).
Дебютира за националния отбор на Германия през 1999 г. срещу Норвегия, като последното му участие с националната фланелка е през 2005 г. За този период той има 28 мача и 2 гола за Мандшафта. Участва в Купата на конфедерациите през 1999 г., Световното първенство през 2002 (второ място) и Европейското през 2004 г. (Германия отпада още в предварителната група). Има записани и 17 срещи и 1 гол за Младежкия национален отбор на страната си. На 20 май 2009 г. Бауман съобщава, че се отказва от активна състезателна кариера.
На 26 май 2009 г. става ясно, че той ще влезе в треньорския щаб на Томас Шааф от сезон 2009/2010.